# Horst Jablonowski (Fußballspieler)
Horst Jablonowski (* 15. Dezember 1934) ist ein ehemaliger deutscher Fußballspieler.

## Werdegang
Der rechte Halbstürmer Jablonowski begann seine Karriere beim VfB 03 Bielefeld. Zu seiner Spezialität gehörten Schüsse aus der Drehung hinaus. In der Saison 1954/55 gewann er mit dem VfB die Meisterschaft in der Landesliga Westfalen Gruppe 1 (Ost), wurde Vizemeister in Westfalen und erreichte den Aufstieg in die 2. Liga West. Unter Trainer Hellmut Meidt und an der Seite von Mitspieler Erwin Türk absolvierte er 1955/56 in der 2. Liga 24 Spiele und erzielte vier Tore. Bielefeld stieg aber umgehend wieder in das Amateurlager ab und Jablonowski wechselte 1956/57 zu Eintracht Nordhorn in die Oberliga Nord.
Bei den „Weinroten“ aus dem Emsland, in der Textilstadt an der holländischen Grenze, hatte der „große Lehrmeister und überzeugte Verfechter des reinen Amateurgedankens“, Ernst Fuhry, nach dem Zweiten Weltkrieg eine technisch hochklassige Mannschaft geformt und in die Oberliga Nord geführt. Altersmäßig hatte die Elf aber ihr Zenit überschritten und versuchte mit den externen Neuzugängen Jablonowski und Lambert Rondhues von STV Horst-Emscher dem sportlichen Rückschritt entgegenzuwirken. Der Angreifer aus Bielefeld debütierte am ersten Spieltag, den 19. August 1956, beim 0:0-Auswärtsremis bei Bremerhaven 93 in der Oberliga Nord. Die Fuhry-Elf war im damals praktizierten WM-System mit Hans Wilmink, Jablonowski, Rondhues, Günter Zielkowski und Heinz Schumann angetreten. Am Rundenende hatte der Halbstürmer in 23 Ligaspielen fünf Tore erzielt und die Eintracht belegte den 13. Rang. Herausragend war das 0:0-Auswärtsremis am 21. Oktober 1956 beim Nordserienmeister Hamburger SV. Drei Jahre später, 1958/59, stieg Jablonowski mit der Eintracht aus der Oberliga ab und schaffte zwei Jahre später den Wiederaufstieg. Als abgeschlagener Tabellenletzter in der Saison 1961/62 stiegen die Nordhorner mit den Talenten Otto Geisert und Heinz Stauvermann wieder ab und Jablonowski beendete seine Karriere. Sein letztes Oberligaspiel datiert vom 18. Februar 1962, als das Heimspiel in der Bernhard-Niehues-Kampfbahn mit 2:4 Toren gegen Hannover 96 verloren wurde. Jablonowski erzielte dabei nochmals einen Treffer. Für die Eintracht absolvierte er 81 Oberligaspiele und erzielte dabei 20 Tore, ein Tor weniger als Nordhorns Oberligarekordtorschütze Horst Müller.